# Holdorf (Meklemburgia-Pomorze Przednie)
Holdorf – gmina w Niemczech, w kraju związkowym Meklemburgia-Pomorze Przednie, w powiecie Nordwestmecklenburg, wchodzi w skład urzędu Rehna.